# شهرستان سوین (کارولینای شمالی)
شهرستان سوین (به انگلیسی: Swain County) یک شهرستانی در ایالات متحده آمریکا است که در کارولینای شمالی واقع شده‌است.

## خصوصیات
شهرستان سوین ۱٬۴۰۱٫۱۹ کیلومترمربع مساحت دارد.